# مطار الجراح العسكري
مطار الجراح العسكري هو مطار عسكري سوري يقع شرق قرية المهدوم في منطقة منبج. يحتوي على 12 حظيرة ومدرج واحد بطول 3.1 كيلومتر.